# Martin Jakubko
Martin Jakubko (Chminianska Nová Ves, 26 de fevereiro de 1980), é um futebolista Eslovaco que atua como atacante. Atualmente, joga pelo Amkar Perm.

## Gols internacionais
| #  | Data                   | Estádio                                     | Oponente      | Placar | Resultado | Competição                       |
| -- | ---------------------- | ------------------------------------------- | ------------- | ------ | --------- | -------------------------------- |
| 1. | 7 de fevereiro de 2007 | Estádio Municipal de Chapín, Jerez, Espanha | Polónia       | 1 – 0  | 2–2       | Amistoso                         |
| 2. | 24 de março de 2007    | Estádio GSP, Nicósia, Chipre                | Chipre        | 3 – 1  | 3–1       | Eliminatórias Euro 2008          |
| 3. | 10 de setembro de 2008 | Stadion Ljudski vrt, Maribor, Eslovênia     | Eslovênia     | 1 – 2  | 1–2       | Eliminatórias Copa do Mundo 2010 |
| 4. | 6 de junho de 2009     | Tehelné pole, Bratislava, San Marino        | San Marino    | 6 – 0  | 7–0       | Eliminatórias Copa do Mundo 2010 |
| 5. | 15 de agosto de 2012   | TRE-FOR Park, Odense, Dinamarca             | Dinamarca     | 1 – 1  | 3–1       | Amistoso                         |
| 6. | 11 de setembro de 2012 | Štadión Pasienky, Bratislava, Eslováquia    | Liechtenstein | 2 – 0  | 2–0       | Eliminatórias Copa do Mundo 2014 |
| 7. | 23 de março de 2013    | Štadión pod Dubňom, Žilina, Eslováquia      | Lituânia      | 1 – 1  | 1–1       | Eliminatórias Copa do Mundo 2014 |